# Viktoria Petryk
Viktoria Ihorivna Petryk (Oekraïens: Вікторія Ігорівна Петрик) (Odessa, 21 mei 1997) is een Oekraïens zangeres.

## Biografie
Petryk begon op haar vierde al met zingen en won op jonge leeftijd al verschillende grote kinderfestivals en zangwedstrijden.
Ze nam deel aan het Junior Eurovisiesongfestival 2008 in Cyprus. Daar werd ze tweede met haar liedje Matrosy, achter de Georgische groep Bzikebi.
In 2010 nam Petryk deel aan het tweede seizoen van de Oekrajina Maje Talant, de Oekraïense versie van Britain's Got Talent. In principe was het idee dat ze ging deelnemen als solo-act. Nadat de juryleden hoorden dat haar jongere zusje Anastasija Petryk, die ook zong, aanwezig was, vroegen ze de twee om een duet samen te zingen. De twee gingen na de auditie door als duo. Ze eindigden uiteindelijk in de halve finale.
Later dat jaar nam ze deel aan New Wave Junior, de jongerenversie van het de festival New Wave. In de categorie 13-15 jaar eindigde ze op de eerste plaats.
Ze nam deel aan de Oekraïense nationale finale voor het Eurovisiesongfestival 2014. Met het liedje Love is lord werd ze uiteindelijk tweede achter Maria Jaremtsjoek die met het liedje Tick tock Oekraïne mocht vertegenwoordigen.
Ook nam ze deel aan New Wave 2014, maar dit keer de volwassenen versie. Ze eindigde aan het eind van het festival op een tweede plaats.
In 2016 probeerde ze Oekraïne op het Eurovisiesongfestival te vertegenwoordigen. Met het liedje Overload eindigde ze zevende in de halve final van de Oekraïense selectie, wat niet genoeg was voor een finaleplaats
2006: Nazar Slyoesartsjoek ·
2007: Ilona Galitska ·	
2008: Viktoria Petryk ·
2009: Andranik Aleksanjan ·
2010: Joelia Goerska ·
2011: Kristall ·
2012: Anastasija Petryk ·
2013: Sofija Tarasova ·
2014: Sympho-Nick · 
2015: Anna Trintsjer · 
2016: Sofiia Rol · 
2017: Anastasija Bahinska · 
2018: Darina Krasnovetska · 
2019: Sofia Ivanko · 
2020: Oleksandr Balabanov · 
2021: Olena Oesenko · 
2022: Zlata Dzjoenka · 
2023: Anastasia Dymyd